# Megalosauroidea
Megalosauroidea byla poměrně početná nadčeleď dravých (teropodních) dinosaurů z kladu Tetanurae, žijících v období střední jury až svrchní křídy. Formálně byla tato vývojová skupina stanovena paleontologem Franzem Nopcsou v roce 1928.

## Historie a systematika

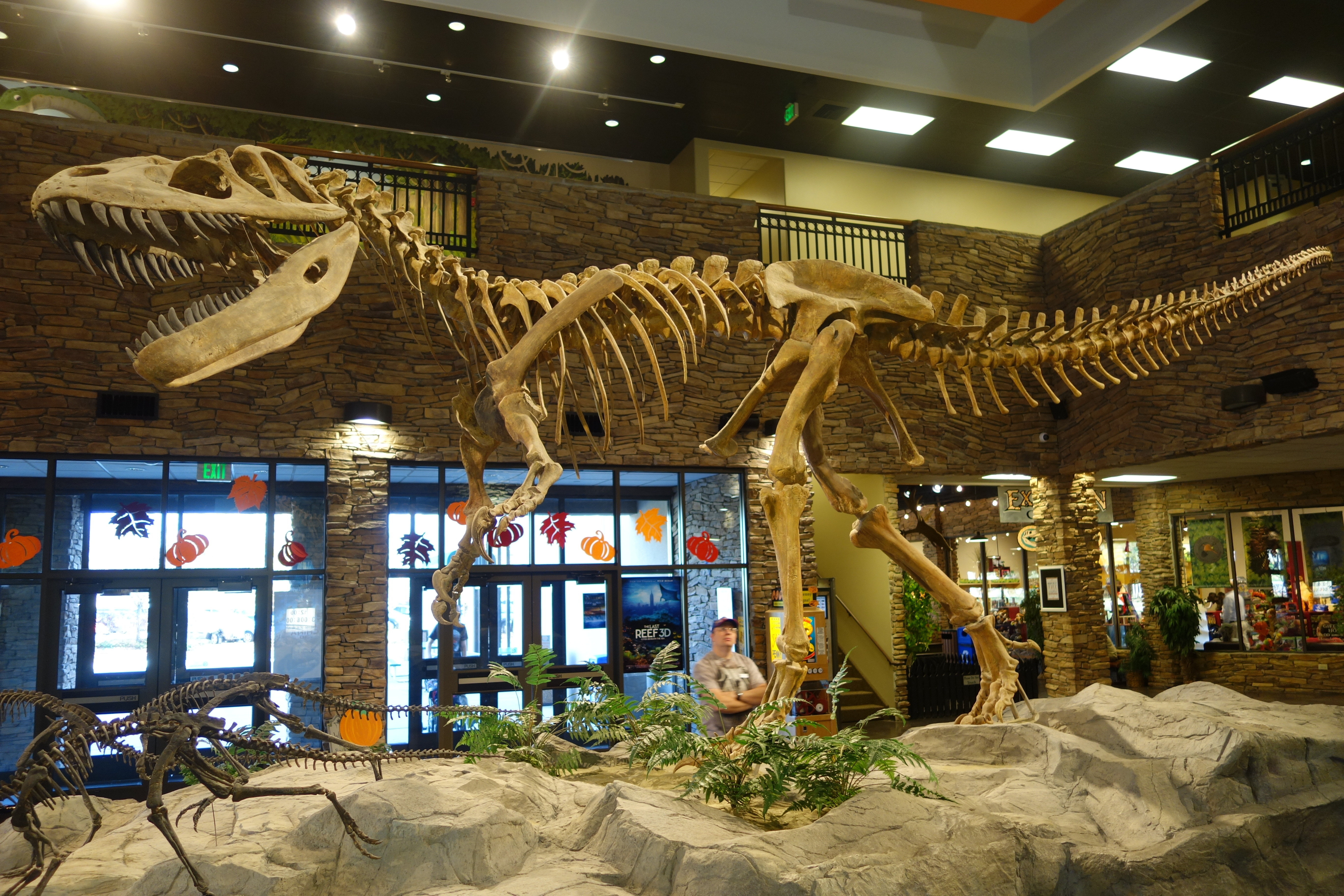
Replika kostry druhu Torvosaurus tanneri, zástupce nadčeledi.

Samotný rod Megalosaurus, od něhož je odvozen název skupiny, se v roce 1824 stal vůbec prvním vědecky popsaným neptačím dinosaurem. Do nadčeledi megalosauroidů spadají tři početné a rozmanité čeledi – Piatnitzkysauridae, Megalosauridae a Spinosauridae, zahrnující i nejdelšího dnes známého teropoda, severoafrický druh Spinosaurus aegyptiacus.
Často je jako synonymum k nadčeledi Megalosauroidea používán taxon Spinosauroidea. Nejisté je stále zařazení (a vědecká validita, tedy platnost) čeledi Sinraptoridae. Do této rozsáhlé skupiny druhohorních teropodů patří i další velmi dobře známé a populární taxony, jako je obří megalosaurid Torvosaurus, objevený na území Severní Ameriky i západní Evropy.